# Boechera pallidifolia
Boechera pallidifolia là một loài thực vật có hoa trong họ Cải. Loài này được (Rollins) W.A.Weber mô tả khoa học đầu tiên năm 1995 publ. 1996.